# You Can Count on Me
You Can Count on Me (Brasil: Conte Comigo / Portugal: Podes Contar Comigo) é um filme americano de 2000, do gênero drama, dirigido por Ken Lonergan e estrelado por Laura Linney, Mark Ruffalo e Matthew Broderick. 
O filme e suas recebeu críticas altamente positivas entre os críticos e dezenas de indicações e prêmios em festivais de cinema e durante a temporada de premiações ,incluindo duas indicações ao Oscar.

## Sinopse
Dois irmãos, já adultos e órfãos desde quando eram crianças, se reúnem em uma casa deixada por seus pais para eles, em Nova York. Sammy (Laura Linney) é uma mulher organizada, que trabalha em um banco e precisa cuidar sozinha de seu filho de 8 anos. Já seu irmão, Terry (Mark Ruffalo) é exatamente o oposto: auto-destrutivo, desorganizado e temperamental. Mas quando eles voltam a morar juntos, precisam aprender a lidar com os defeitos uns dos outros para poder mais uma vez formar uma família.

## Elenco
- Laura Linney - Sammy
- Mark Ruffalo - Terry
- Matthew Broderick - Brian
- Rory Culkin - Rudy
- Jon Tenney - Bob
- J. Smith-Cameron - Mabel
- Gaby Hoffman - Sheila
- Amy Ryan - Sra. Prescott
- Michael Countryman - Sr. Prescott
- Adam LeFevre - Xerife Darryl
- Ken Lonergan - Ron

## Recepção
You Can Count on Me recebeu críticas altamente positivas dos críticos. Ele tem uma classificação de aprovação de 95% no Rotten Tomatoes ,com base em 103 avaliações, com uma classificação média de 8,1 de 10. O consenso crítico do site declara: "Você pode contar comigo pode parecer que pertence à tela pequena, mas o filme surpreende com sua história simples, mas comovente. Com uma bela atuação e criação, o filme simplesmente atrai você." O filme também tem uma pontuação de 85 em 100 no Metacritic ,com base em 31 críticos, indicando "aclamação universal".
De acordo com Roger Ebert o filme é comovente pelo fato de ser "um filme sobre pessoas que vivem o dia a dia com seus planos, medos e desejos. É raro obter um bom filme sobre o delicado relacionamento adulto de uma irmã e um irmão. Mais raro ainda é o diretor ser mais fascinado pelo processo do que pelo resultado. Este é um dos melhores filmes do ano." O Entertainmet deu nota "A" ao filme o chamando de "Bonito, compassivo e bem articulado. O comentarista da Magazine o chamou de "um drama cômico e bem observado sobre os laços familiares e a luta para encontrar um senso de propósito."

### Elogios
Em uma pesquisa da BBC de 2016 , You Can Count On Me foi votado como um dos maiores filmes desde do ano de 2000.
Oscar (2001)
- Indicado: Melhor Atriz (Laura Linney)
- Indicado: Melhor Roteiro Original.

Globo de Ouro (2001)
- Indicado: Melhor Atriz de Drama (Laura Linney)
- Indicado: Melhor Roteiro.

Independent Spirit (2001)
- Vencedor: Melhor Elenco
- Vencedor: Melhor Roteiro
- Indicado: Melhor Atriz (Laura Linney)
- Indicado: Melhor Ator (Mark Ruffalo)
- Indicado: Melhor Estreia (Rory Culkin)